# 순화 (생물학)

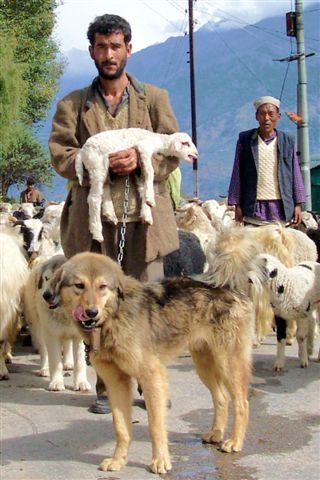
개와 양은 가축화된 최초의 짐승들에 속한다.

순화(馴化; 영어: domestication)는 생물의 형질을 여러 세대에 걸쳐 인간이 원하는 방향으로 바꾸어 길들이는 것이다. 동물의 순화는 가축화(家畜化), 식물의 순화는 작물화(作物化), 균류의 순화는 용균화(用菌化)로 부른다.
생물의 순화는 언어의 사용, 불의 이용, 도구의 제작과 함께 사람의 생활과 문화의 발전에 매우 큰 혁신이었다고 평가된다.
찰스 다윈은 순화된 생물이 야생에 있는 근연종과 몇 가지 형질만 다를 뿐이라는 점을 밝혔다. 다윈은 이러한 형질 차이가 인간의 "인위적 선택"인 품종개량의 결과임을 확인하고 자연에서도 환경이 이와 같은 선택 압력으로 작용하여 자연선택이 일어난다는 사실을 알아냈다. 이러한 선택에 따른 생물의 적응 결과가 진화이다. 야생의 생물종은 자연적인 돌연변이에 의해 집단 안에 유전적 대립형질을 갖는 다양성이 존재한다. 인간은 이렇게 다양한 개체들 중에 자신이 원하는 형질을 갖는 개체들만 선별하여 후손을 낳게 하였고 다시 이와 같은 과정을 여러 세대에 반복하여 순화시켰다. 그 결과 야생에 있는 종과 순화된 종 사이엔 확연히 구분되는 차이가 생겼다. 인간이 인위적으로 생물의 진화에 개입한 것이다. 순화된 생물 종은 일반적으로 특정한 형질이 고착되어 유지된다. 순화된 뒤로도 오랜 세월에 걸쳐 한 지역에서 사람들과 함께 살아오면 그 지역만의 특징을 띄게 되는데 이런 생물을 재래 품종이라고 한다. 이를테면 같은 소라도 한우나 와규처럼 그 지역에 토착화한 것이 재래 품종이다.
개의 기원을 보면 빠르면 3만 년, 늦어도 1만 년 전에는 가축화가 이루어졌음을 알 수 있어 제일 먼저 가축화된 동물로 인정된다. 플라이스토세 후기의 끝 무렵에서 농업 혁명 이전에 해당하는 시기로 유라시아 전역에서 가축화 된 개와 관련있는 유물이 출토되고 있다.
고고학과 유전학 데이터 모두 오랜 세월 동안 야생종과 순화된 생물 사이에 유전자 이동이 지속되었다는 것을 보여준다. 나귀, 말, 낙타, 염소, 양, 돼지 등은 여러 차례 야생종과 혼혈이 일어나는 가운데 가축화되었다. 생물 집단에서 순화가 이루어진 과정은 고고학, 고생물학, 동물학, 식물학, 인류학, 유전학, 환경과학과 같은 여러 학문에 걸쳐 연구되고 있다.
닭을 대표로 하는 가금은 주요 고기와 알을 제공하는 주요 단백질 원으로 경제에도 상당한 영향을 미친다. 조류의 순화는 이 외에도 명금류에서 앵무새와 같은 애완용에 이르기까지 다양하게 이루어져 왔다.
곤충에서는 꿀벌이 가장 오랜 순화 역사를 지니고 있다. 누에나방 역시 오랫동안 사육된 곤충이다. 이 외에도 달팽이와 같은 연체 동물 역시 식용으로 사육된다.
약 1만2천여 년 전 중동에서 곡물을 기르기 시작한 것이 가장 이른 식물의 작물화로 알려져 있다. 아시아의 여러 지역에서는 박이 최초의 작물로 재배되었다. 농업은 전 세계 여러 지역에서 최소 11번 이상 독립적으로 시작되고 발전하였다.
치즈나 요거트, 술, 발효된 빵과 같은 음식을 만들 때 사용되는 여러 균류 역시 오랜 시간 다양한 경로를 거쳐 순화되었다. 근대 이전까지 사람들은 균을 실제로 볼 수는 없었지만, 온도와 습도, 재료의 농도 같은 균의 생장 환경을 조절함으로써 균의 유전자에 영향을 미쳤다.

## 개요

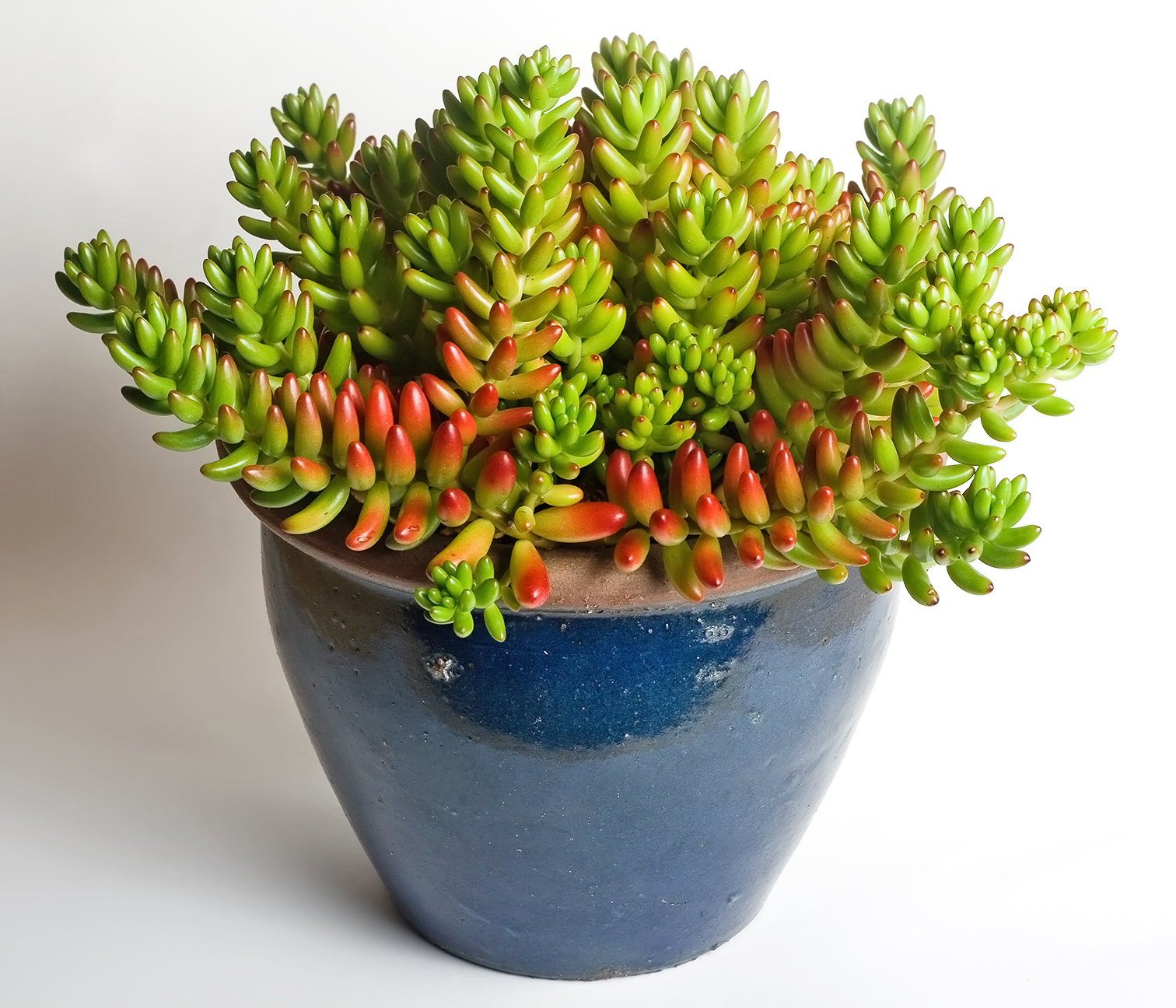
홍옥(Sedum rubrotinctum)은 실내 화초로 순화된 다육 식물이다.

순화는 생물의 형질을 여러 세대에 걸쳐 인간이 원하는 방향으로 바꾸어 길들이는 것이다. 이렇게 원하는 형질을 나타내기 위해서는 세대에서 세대로 이어지는 다양한 형질 가운데 원하는 것만 선택하는 과정이 필요하다. 즉, 순화는 선택의 방향과 기준을 갖고 세대의 생식에 인간이 개입하여 특정 생물종 집단이 갖는 대립 형질 가운데 원하는 형질의 적합도를 인위적으로 증가시키는 활동이다. 생물의 순화는 생물학적 요인 뿐만 아니라 문화적 요인이 함께 개입하며, 이렇게 순화된 생물 역시 인간의 삶에 영향을 미친다. 최근에는 순화를 인간에 의한 일방적 개량으로만 바라보지 않고 인간과 생물의 상호 작용에서 인간이 주도적 역할을 하는 것으로 관점이 바뀌는 추세이다. 순화의 결과 작물, 가축, 애완 동물은 그들의 야생 친연종과 확연히 구분되는 특별한 형질을 띄게 되었다. 순화는 사람의 개입에 의한 것이지만, 그 결과 순화된 생물 역시 보다 풍부한 영향을 공급받고 천적으로부터 보호 받으며 보다 많은 자손을 남기게 되었다. 예를 들어 개는 여전히 회색늑대의 아종이지만, 그들과 확연히 다른 형질을 지닌다. 오늘날 회색늑대는 멸종 위기를 맞고 있지만 개는 전 세계에서 번성하고 있다.
작물화된 식물을 재배종이라고 한다. 재배종의 대부분은 보다 크고 많은 열매를 맺게 된 곡물처럼 실용적인 목적을 위해 순화되었지만 화초와 같은 원예 식물은 미적 특징이 인위적 선택의 기준이 되었다. 동물의 경우에도 애완 동물과 같이 일반적인 가축과는 다른 기준에서 품종화 된 것들이 있다.
순화는 일종의 상리 공생으로 생태계로 둘러보면 인간 이외의 사례들도 있다. 예를 들어 가위개미는 버섯을 재배하여 개미-버섯 상리공생을 이룬다.
순화된 생물은 야생의 근연종과 구별되는 표현형을 보이게 되는데 작물화된 곡물이나 가축화된 동물 모두에서 순화에 따른 특징적인 형질이 나타나난다. 동물의 경우 모피의 색이 바뀌고 치아의 크기가 줄어들며 귀가 처지거나 꼬리가 말리는 것과 같은 특징이 있다. 또한 아드레날린의 분비량도 줄어들어 훨씬 덜 공격적인 성향을 보이게 된다.

## 원인과 시기

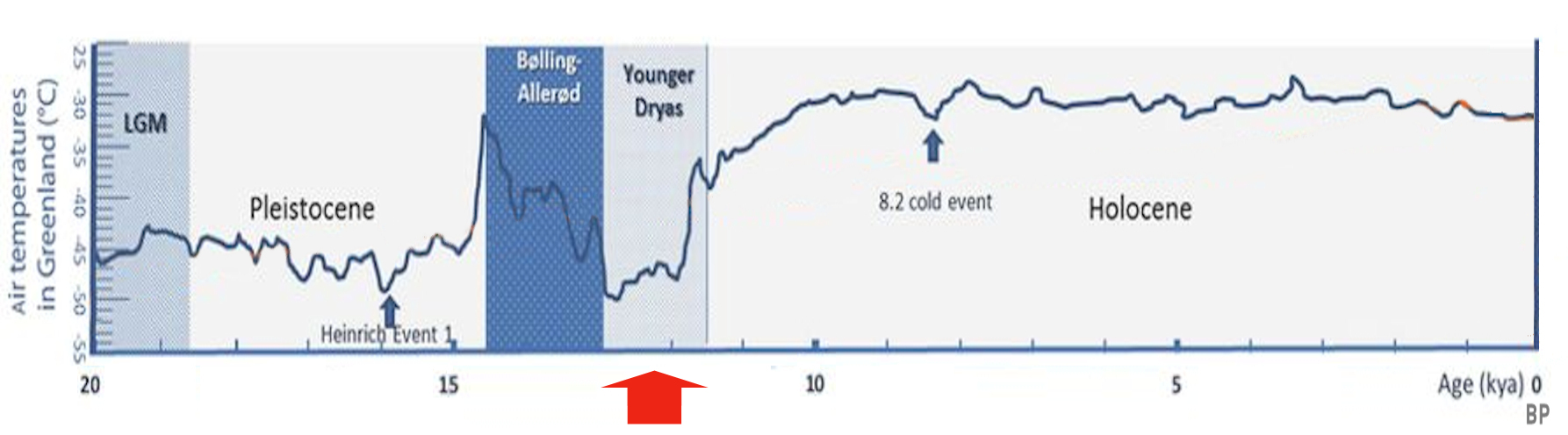
그린란드 얼음 코어 프로젝트가 분석한 기후 변화 그래프는 마지막 빙기의 극대기 동안 매우 낮았던 기온이 홀로세에 들어 급격히 상승하였다는 것을 보여준다.

동물의 가축화와 식물의 작물화는 마지막 빙기의 극대기인 약 2만1천년 전 무렵부터 시작되어 오늘날까지 이어지고 있는 기후와 환경의 변화에 의해 촉진되었다. 한때 유라시아 전역에 서식하였으나 빙하가 후퇴하며 고산 기후에만 살게 된 담자리꽃나무(Dryas octopetala)로 상징되는 이 시기를 영거 드라이아스(Younger Dryas, 12,900년 전 - 11,700년 전)라고 하는데, 이 무렵 동물 가운데 제일 먼저 개가 가축이 되었다. 영거 드리아스 시기의 마지막은 홀로세에 해당하며 기후가 온난해짐에 따라 인구가 늘고 수렵채집사회를 이루고 있던 인류는 차츰 동물을 길들이기 시작하였다.
신석기 혁명은 중동, 북아프리카, 아시아, 중앙 아메리카와 남아메리카에서 독자적으로 기원하여 여러 차례 발생하였다. 그 가운데 가장 먼저 신석기 혁명이 시작된 것은 비옥한 초승달 지대로 알려진 중동 지역으로 대략 1만1천년 전 염소, 돼지, 양, 타우린 소 등을 길렀다. 그 보다 2천년 뒤쯤 오늘날 파키스탄의 발루치스탄 지역에서 인도혹소를 길렀다. 동아시아에서는 8천년 전쯤 맷돼지를 순화시킨 돼지를 길렀는데, 이 돼지들은 중동의 것과는 유전적 연관이 없어 독자적인 별도의 가축화가 일어난 것을 알 수 있다. 말은 5천5백년 전쯤 중앙아시아에서 가축화되었다. 닭은 약 4천년 전쯤 가금이 되었는데 동남아시아와 이집트에서 각자 독자적으로 순화되었다.
개를 가축으로 받아들인 시점에서 나머지 주요 가축들이 길들여 지기까지 가축화된 동물들은 진화, 생태, 집단 측면에서 인간과 함께 급격한 변화를 겪었다. 이러한 변화는 작물화 된 식물들 역시 마찬가지였다 인류는 전 지구에 걸쳐 살고 있는 곳 어디서나 동식물을 길들였고 1만년 전쯤에 이르러 인구 밀도가 급격히 늘어나게 되었으며 이에 따라 기르는 가축의 수도 늘었다. 이후 농업이 본격화 되면서 작물의 수와 재배 면적 역시 급격히 증가하였다.

## 동물

### 이론

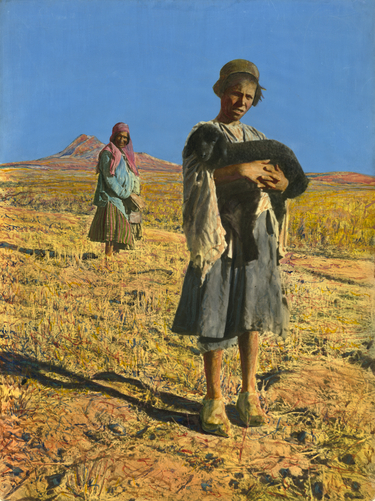
1920년대 이란에서 촬영된 카라쿨종 양과 목동

가축화 된 동물은 인간과의 상리 공생을 통해 먹이를 공급받고 천적으로부터 보호되며 야생의 친연종에 비해 순조롭게 다음 세대를 재생산한다. 찰스 다윈은 가축화 된 동물이 야생의 친연종에 비해 단지 몇몇 형질만이 달라졌다는 것을 알아냈고 이러한 형질 변화가 인간의 인위적 선택인 품종 개량의 결과라는 것을 바탕으로 환경 역시 생태계에서 자연 선택을 행사하여 하나의 집단이 다양한 종분화에 이르게 된다는 점을 밝혔다.
순화의 초기 단계에서 야생종과 가축 사이의 형질 차이는 작았을 것이지만, 세대를 거듭하며 계속되는 인위적 선택으로 인간이 원하는 특정 형질이 크게 두각을 나타내게 되어 결국 가축만이 갖는 형질로 고착되었을 것이다. 지역마다 자연 환경도 다르고 사람들의 문화도 달랐기 때문에 품종 개량 역시 지역마다 서로 다른 특징을 지니게 되었다. 오랜 세월이 흐르면서 지역의 환경과 문화에 적응하여 특정한 형질이 고착된 품종을 재래 품종이라고 한다.
가축화는 그저 인간과 친분을 맺거나 함께 살 수 있는 온순한 동물을 뜻하지 않는다. 간혹 야생 늑대나 여우, 수달과 같은 동물을 구조하여 같이 사는 경우라도 이들과 가축을 가르는 기준은 유전적 형질의 변화이다. 가축은 인간의 인위적 개입으로 유전 형질에 변화가 생기고 인간과 함께 사는 동물이다.
어떤 동물은 가축화 되고 다른 동물은 그렇지 않았던 이유는 인간의 필요 이외에도 동물 자체의 특성 차이 때문이기도 하다. 다음과 같은 동물은 보다 가축화 되기 쉽다.
1. 무리를 지어 사는 사회적 성향을 보이는 동물
2. 짝짓기에 인간이 개입하여 선택할 수 있는 동물
3. 보다 이른 시기에 어미와 분리하여 기를 수 있는 동물
4. 먹이에 융통성이 있어 사료를 마련하기 쉬운 동물
5. 인간과 새로운 환경 같은 외부 자극에 보다 온순하게 반응하는 동물.

### 포유류

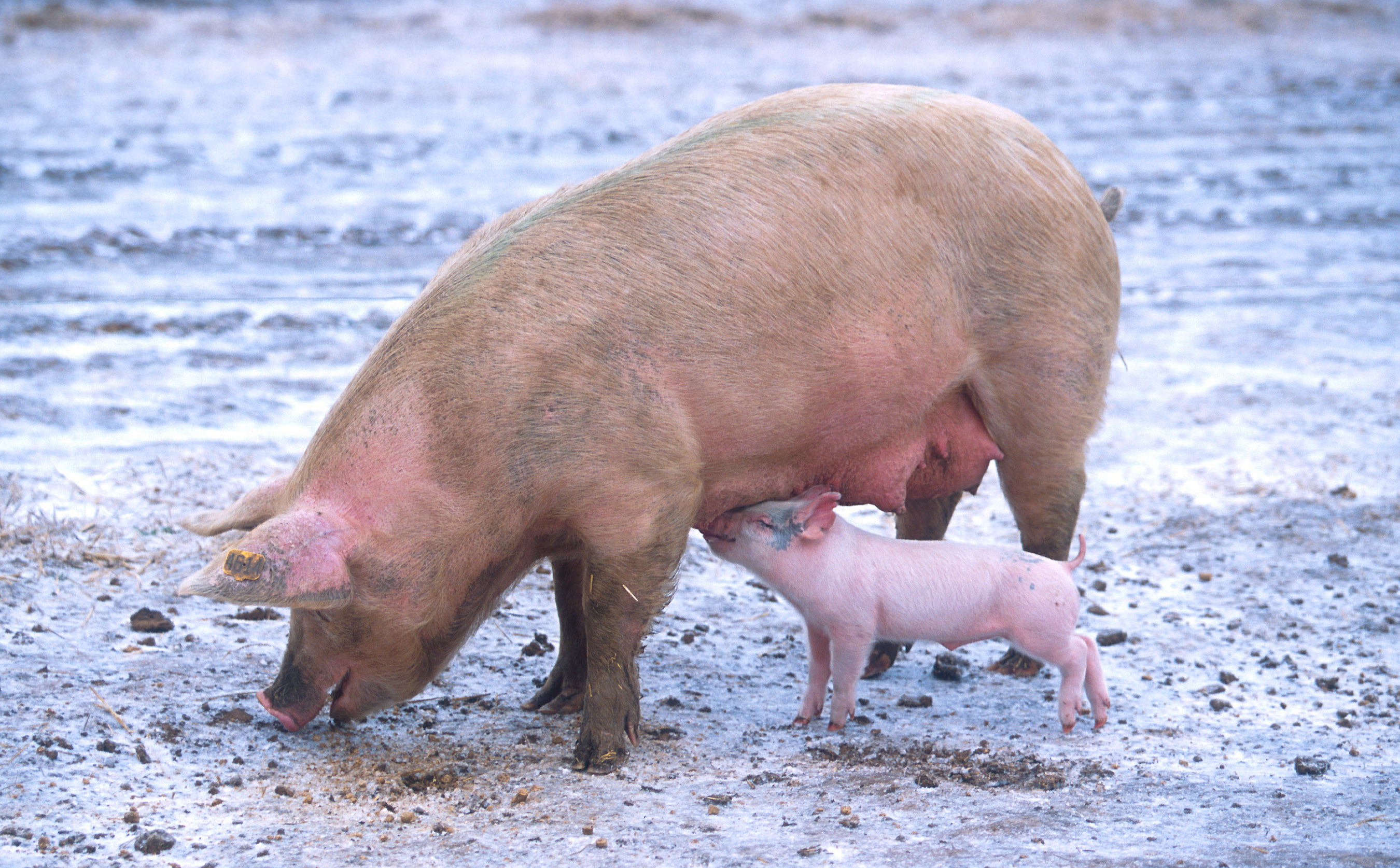
돼지는 유라시아 여러 곳에서 여러 차례 독자적으로 가축화되었다.

가축화 된 동물의 대다수를 차지하는 것은 포유류이다. 오랜 역사를 차지하는 이들의 가축화는 동물뿐만 아니라 인간의 변화도 포함되는 공진화 과정을 통해 이루어졌다. 각각의 동물들이 어떻게 가축이 되었는 지는 확실치 않지만 대략 다음과 같은 경로를 거쳤을 것으로 추정된다.
1. 인간의 생태적 지위에 적응된 편리 공생(개, 고양이 등. 돼지도 그랬으리라 추정)
2. 식량으로 포획한 동물의 사육(양, 염소, 소, 물소, 야크, 돼지, 순록, 알파카 등)
3. 가축화 초기에 식량이 아닌 목적으로 바꾸어 사육(말, 나귀, 낙타 등)

개는 최초로 가축이 된 동물로 후기 플라이스토세 무렵 유라시아 전역에서 인간과 함께 살기 시작했다. 개가 가축이 될 무렵엔 아직 농업을 시작하지 않았고 다른 동물들 역시 사냥감이었을 뿐이었다. 개가 어떤 경로를 통해 사람들 사이로 들어오게 되었는 지는 명확치 않다. 애초에 주된 사냥감도 아니었고 다른 동물에 비해 온순하지도 않기 때문이다. 다만 개는 사회적 성향이 강한 동물이어서 사람들 사이에 들어온 뒤로는 인류 사회의 일원이 되었다. 야생의 늑대가 사람들 사이에서 길러지며 종분화가 된 것인지, 아니면 야생 상태에서 이미 유전 형질이 달라진 뒤 인간들 사이에 들어오게 된 것인지에 대해서는 이견이 있다. 인류가 다른 동물들을 가축화 하여 축산을 시작하면서 개는 사람을 돕는 더욱 유용한 동물이 되었다.
개 이후 사람들은 온순한 동물들을 사로잡아 기르기 시작했지만 고고학 유물들을 살펴보면 처음부터 가축화를 고려하여 이 동물을 길렀다기 보다는 그저 사로잡은 식량을 울타리를 치고 오래 보관한 것에 가까웠다. 한편, 다른 동물들의 품종 개량이 보다 많은 고기나 털을 얻는 것과 같은 목적으로 진행되었다면, 개의 품종 개량은 보다 행동적인 특징이 고려되었다.
고고학 유물과 유전학 데이터 모두 초기 가축과 야생 친연종 사이에는 오랫동안 유전자 이동이 있었음을 보여 준다. 나귀, 말, 낙타, 염소, 양, 돼지 등의 가축들이 일반적으로 야생의 것들과 교배되었다. 맷돼지에서 돼지로 유입된 유전 형질은 인간의 인위적 선택에 의해 고착되어 이후 다른 야생종들이 변이를 겪는 동안 계속 유지되는 유전자 섬을 형성하게 되었다. 가축화된 동물들은 일반적으로 특정한 형질이 계속하여 유지되는 특성을 보인다.
가축화는 인간의 진화에도 영향을 주었다. 인간이 일방적으로 동물들의 변이를 유도하기만 한 것이 아니라, 가축을 기르면서 인간에게도 유전적 변화가 생긴 것이다. 이런 측면에서 가축화는 공진화 과정이라고 볼 수 있다. 대표적인 사례로 우유의 섭취를 들 수 있다. 인간은 원래 유아기를 지나면 젖당을 분해하는 락타아제를 더 이상 분비하지 않아 우유를 소화할 수 없지만, 낙농을 하기 시작하면서 일부가 성인이 되어도 계속하여 락타아제를 분비하여 우유를 소화할 수 있는 돌연변이를 가지게 되었다. 특히 북유럽 인구의 90%는 성인이 되어도 우유를 소화한다. 이러한 돌연변이 역시 자연 선택에 의해 강화되었을 것이다. 북유럽의 소빙기 시기 다른 식량을 구하기 힘들었을 때 우유를 소화할 수 있는 능력은 생존에 크게 도움이 되었을 것이기 때문이다. 중동과 아프리카의 건조 지대에서도 우유를 소화할 수 있는 유전자 변화를 겪었는데 이 사람들의 유전자 변이는 북유럽 사람들과는 차이가 있어 환경에 의해 독자적으로 변이가 진행되었다는 것을 알 수 있다.:218 - 222쪽 한편 우유를 소화할 수 없는 사람이 많은 지역에선 치즈나 요구르트 같이 우유를 발효한 식품을 이용하였다. 이들 식품은 발효 과정에서 젖당이 분해되어 락타아제 없이도 소화될 수 있다.

### 조류

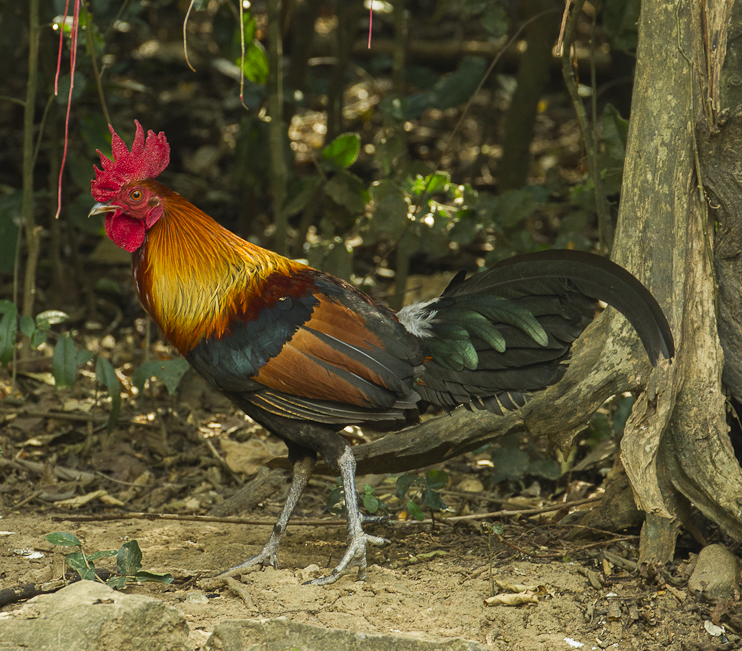
닭의 야생 친연종인 적색야계

가금은 고기와 알을 얻기 위해 기르는 조류이다. 닭목에 속하는 닭, 칠면조, 뿔닭 등과 기러기목의 오리, 거위, 고니 등이 가축이 되었다.
한편 새는 소리가 곱다거나 모양이 예쁘다는 이유로 애완 동물로 기른다. 이렇게 길러지는 새는 카나리아와 같은 명금류나 앵무새와 같은 것들이 있다.
집비둘기는 원래 식용과 관상용으로 가축화 된 것으로 가축화의 역사는 대략 1만년에 달한다. 그러나 도시와 근교에 놓아 기르기 시작하면서 다시 야생화가 진행되었다. 한때 가축이었다가 다시 야생 생활을 하는 동물은 원래부터 야생종이었던 것과 구분하기 위해 "떠돌이 동물"(Feral animal)이라 부른다.
닭의 야생 친연종은 적색야계로 동남아시아 지역에 서식한다. 적색야계의 사육은 애초에 식용 보다는 투계를 위해 시작되었다. 오늘날에도 투계는 동남아시아 전역에서 이루어지는 풍습이다. 7천4백년 전 닭을 사육하였던 유물이 중국에서 발견된 것으로 보아 적색야계의 원산지인 동남아시아에서는 그 보다 더 오래 전에 사육이 시작되었을 것이다.

### 무척추동물

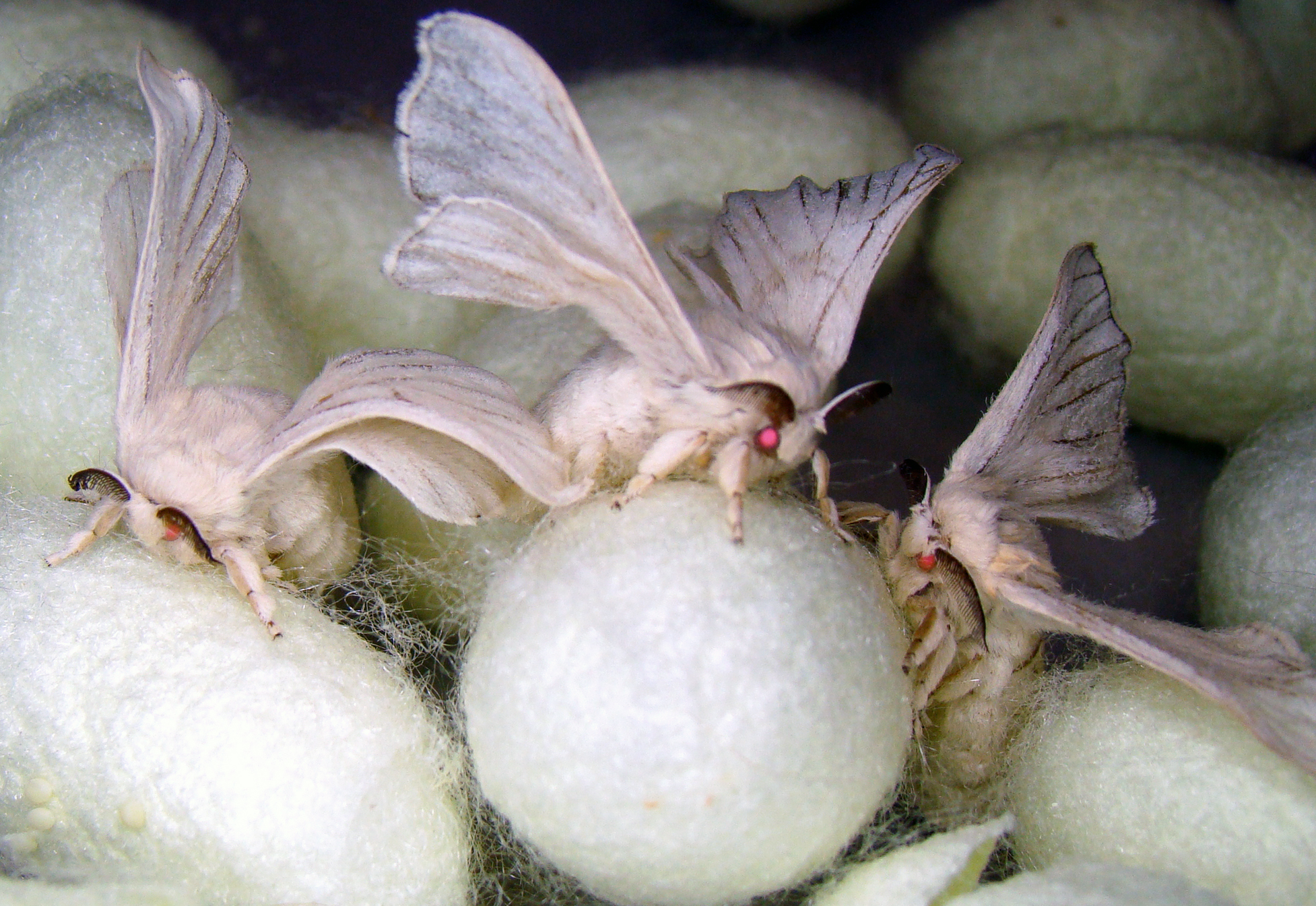
고치를 벗어나는 누에나방

고대로부터 중요하게 사육된 곤충은 누에나방과 꿀벌로 둘 다 사육 역사가 5천년을 넘는다. 누에나방의 고치는 비단의 원료가 되기 때문에 옛부터 귀하게 여겼다. 꿀벌은 꿀과 밀납을 얻기 위해 길렀다. 식용 달팽이와 같은 동물 역시 오랫동안 사육되었다.
최근 들어 무척추동물의 사육은 보다 다양한 이유에서 이루어지고 있다. 노랑초파리나 예쁜꼬마선충과 같은 동물은 유전학 연구의 모델 생물로서 길러진다. 무척추동물 역시 관상용 사육이 이루어 지면서 각종 나비나 풍뎅이 류의 사육도 이루어지고 있다.

## 식물
식물의 작물화는 보다 크고 많은 결실을 쉽게 수확하기 위한 방향으로 진행되었다. 예를 들어 밀의 야생 친연종은 낱알도 적고 익으면 저절로 떨어져 나가 여기 저기 흩어지는 탈립화가 이루어진다. 보다 넓은 지역에 흩어지는 것이 생존에 유리하기 때문이다. 그러나 재배종은 익어도 더 이상 탈립화가 일어나지 않으며 꼬투리 하나에 달린 낱알의 수도 많으며 씨앗의 크기도 훨씬 크다. 야생의 상태라면 이런 형질이 생존에 큰 장애가 되었겠지만, 사람이 낫으로 수확하고 거두어들여 다음 해 다시 파종하기 때문에 오히려 생육 면적과 양 면에서 야생 밀을 압도한다. 이 역시 일종의 편리 공생이라 할 수 있다.

### 역사

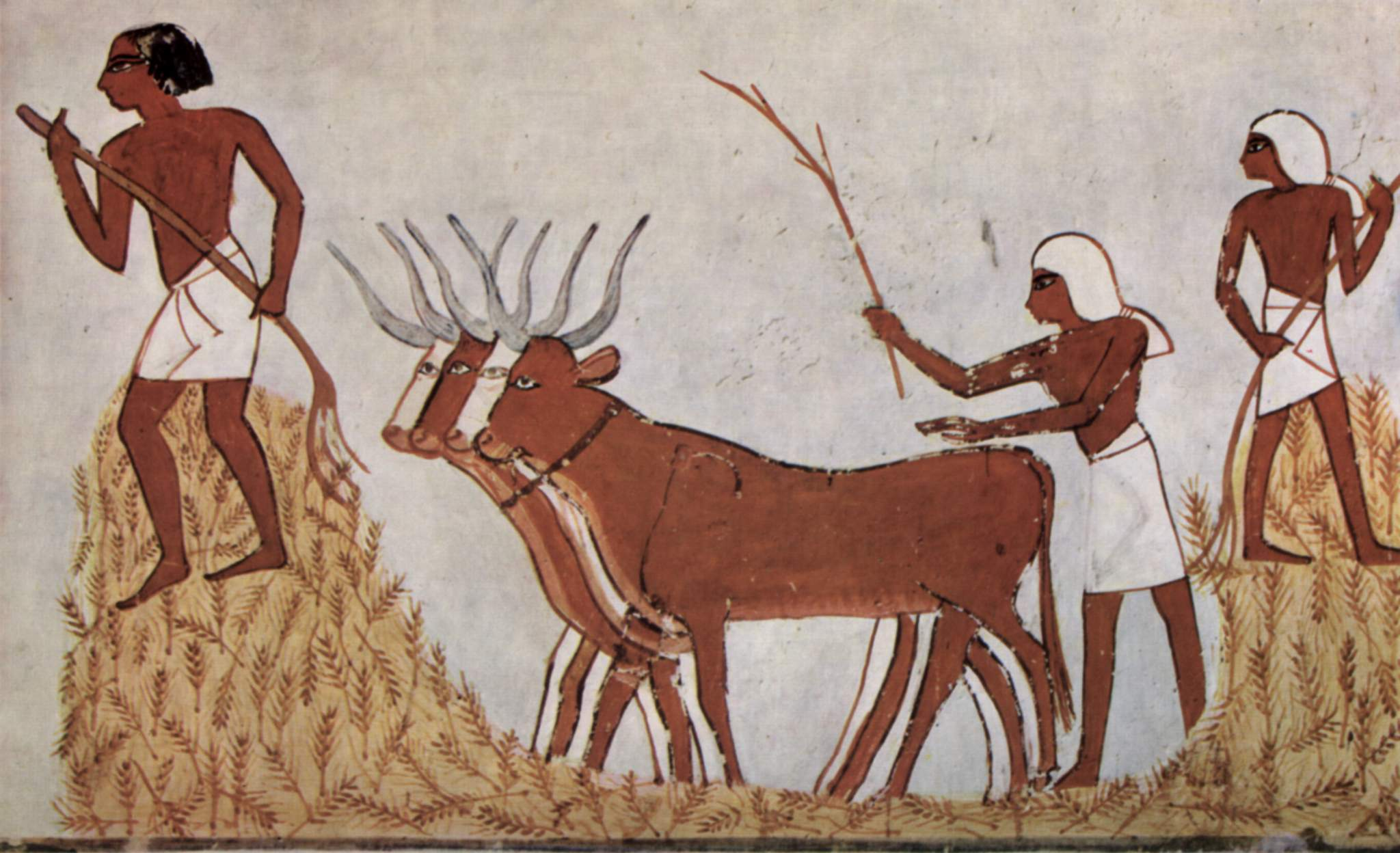
밀과 소와 함께 있는 농부 - 고대 이집트, 3천4백년 전

농업 역시 전 세계에서 독자적으로 여러 차례 발생하였다. 무엇을 어떻게 작물화 할 것인지는 해당 지역의 환경과 적합한 식물이 무엇인지에 달렸다. 예를 들어 안데스산맥 지역에서 시작된 감자의 재배는 감자 스스로를 포함한 야생 친연종이 모두 독성이 있지만, 이를 극복할 방법을 함께 고안하며 발전하였다. 기원전 5천년 무렵 재배가 시작된 감자는 유럽인의 아메리카 대륙 도착 이전에 오로지 중남미의 작물이었지만 이후 급속히 전 세계로 확산되었다.
가장 이른 시기에 농업이 시작된 곳은 비옥한 초승달 지대로 불리는 중동 지역이다. 시리아 지역에는 1만3천년 전 호밀을 재배하였던 유적이 있는데 이 시기의 호밀은 아직 야생종과 차이가 없는 것이었다. 비옥한 초승달 지대에서 처음 재배되기 시작한 곡물은 협과류와 완두류, 밀 등이었다. 이러한 작물의 선택은 건조한 여름이 이어지는 이 지역의 환경과 밀접한 관련이 있다. 메소포타미아 지역은 곡물 재배와 함께 인구의 증가와 정착 생활이 이루어졌고 기원전 5천년 무렵에 인류 최초의 도시들이 생겨났다.
박의 작물화는 식용보다는 그릇으로 쓰기 위해 시작되었다. 도기의 제작이 쉽지 않던 1만년 전 아시아 일부 지역에서는 박을 길러 그릇으로 썼다. 박은 마지막 빙기말쯤 베링 육교를 건너 아메리카로 들어간 인류와 함께 아메리카로 건너갔다.
다양한 식물의 작물화는 수 많은 시행착오와 함께 점진적으로 진행되었다. 곡물의 재배가 일반화 된 뒤로 사과, 올리브와 같은 관목을 기르는 과수원이 생겨났다. 그러나 과수의 경우엔 오스트레일리아의 마카다미아나 아메리카의 피칸처럼 오늘날까지도 작물화 되지 않은 채 채집만 하는 종들도 있다.
동물의 경우처럼 식물 역시 지역의 환경과 문화적 필요에 의해 오랫동안 순화되어 지역적 특색을 갖춘 재래 품종들이 생겨났다. 아메리카의 옥수수는 중동의 밀에 견줄 수 있는 주요 곡물로 작물화되었으며, 아시아의 벼 역시 해당 지역의 주식 곡물로 자리잡았다.

### 작물의 특징
작물화된 식물은 그것의 야생 친연종에 비해 다음과 같은 특징을 갖는다.
- 작물은 보다 넓은 지역에서 재배되며 환경 변화에 좀 더 잘 적응한다.[54]
- 일조량, 수분, 온도, 양분 등의 생장 요인이나 질병과 같은 유해 요인에 대한 민감도가 다르다.
- 여러해살이 식물이었던 것도 한해살이 식물로 바뀌는 경우가 많다.
- 많은 작물들이 종자 휴면에 들어가지 않으며, 광주기성을 잃는 경우도 많다.
- 같은 시기에 개화하고 결실을 맺으며 야생종에 비해 많은 꽃이 핀다.
- 탈립이 일어나지 않거나 씨앗의 껍질이 벗겨지지 않는다.
- 과실의 경우 야생종에 비해 수분이 제대로 이루어지지 않는 것이 많다. 특히 꺽꽂이와 같은 방식으로 재배하는 경우 더 이상 자연적인 수분이 이루어지지 않는 것들도 많다
- 가시나 독성 같은 보호 기능이 약화된다.
- 당도와 같은 감칠맛을 내는 요소는 강화되고 떫은 맛은 줄어든다.[55]
- 먹을 수 있는 부분이 커지고 먹지 못하는 부분을 보다 쉽게 때어낼 수 있게 된다.

### 종자 은행
수천년에 걸쳐 이루어진 작물화를 통해 각 지역에 다양한 재래 품종이 생겨났다. 이러한 재채 품종은 각자 고유한 유전적 형질을 갖춘 귀중한 자원이기도 하다. 여러 나라에서는 향후 농업 발전을 위한 연구를 위해 각종 종자를 보관하는 종자 은행을 운영하고 있다.

### 유전 공학

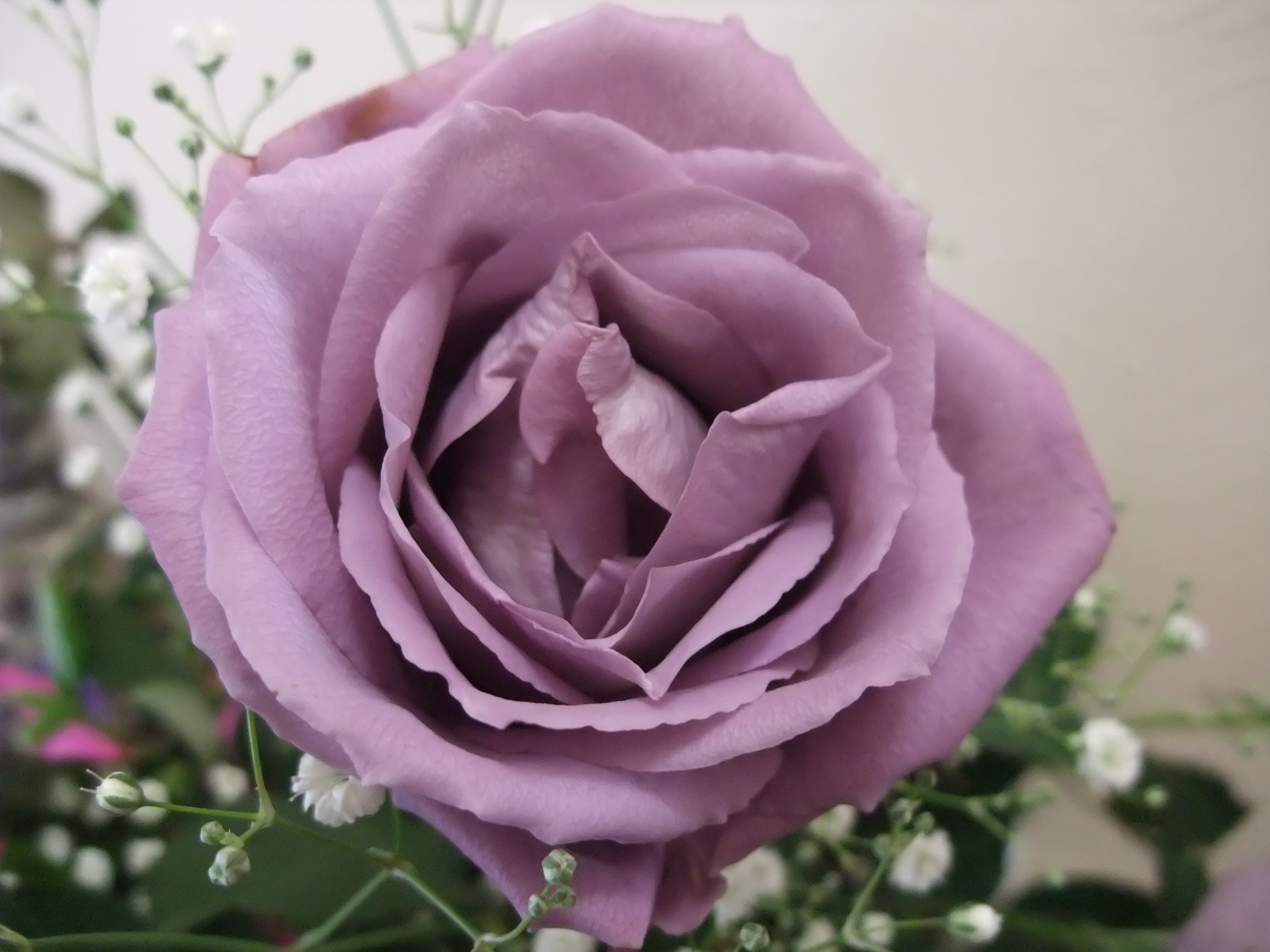
산토리의 유전자 조합으로 만들어진 "파란 장미"

기존의 작물화가 수천년에 걸친 인위적 선택에 의해 특정한 유전 형질을 강화하는 방식으로 이루어 진 것에 반해 최근의 유전 공학은 생물에 직접 원하는 유전자를 삽입하거나 원치 않는 유전자를 불활성화 시키는 방식으로 작물의 형질을 변환시킨다.
유전자 변형 작물에 대해서는 기후 변화와 같은 이전과 다른 급속한 환경 변화에 대응하기 위해 필요하다는 긍정적 의견과 여러 세대에 걸쳐 검증된 기존의 품종 개량에 비해 어떤 부작용을 초래할 지 알 수 없다는 부정적 의견이 맞서고 있다.
2000년 유전자 변형 생물의 안정성을 확보하려는 국제적인 협약인 바이오안전성의정서가 체택되었다.

### 바빌로프 의태
농부가 아무리 자신의 밭에 원하는 작물만 기르고자 하여도 그 중에는 잡초가 섞여 있기 마련이다. 농부는 밭에서 잡초를 가려내어 뽑고 죽이지만, 워낙에 기르는 작물과 분간하기 쉽지 않은 잡초는 결국 작물과 함께 길러지게 된다. 이런 과정이 세대를 거듭하여 오랫동안 지속되면 작물과 매우 비슷하게 생긴 의태를 보이는 잡초가 생겨나게 되는데 이를 바빌로프 의태라고 한다. 대표적으로 논에서 벼와 함께 자라는 피가 있다. 호밀이나 귀리는 이렇게 바빌로프 의태를 거친 잡초였다가 나중에 작물화된 것이다.

## 균류와 미생물

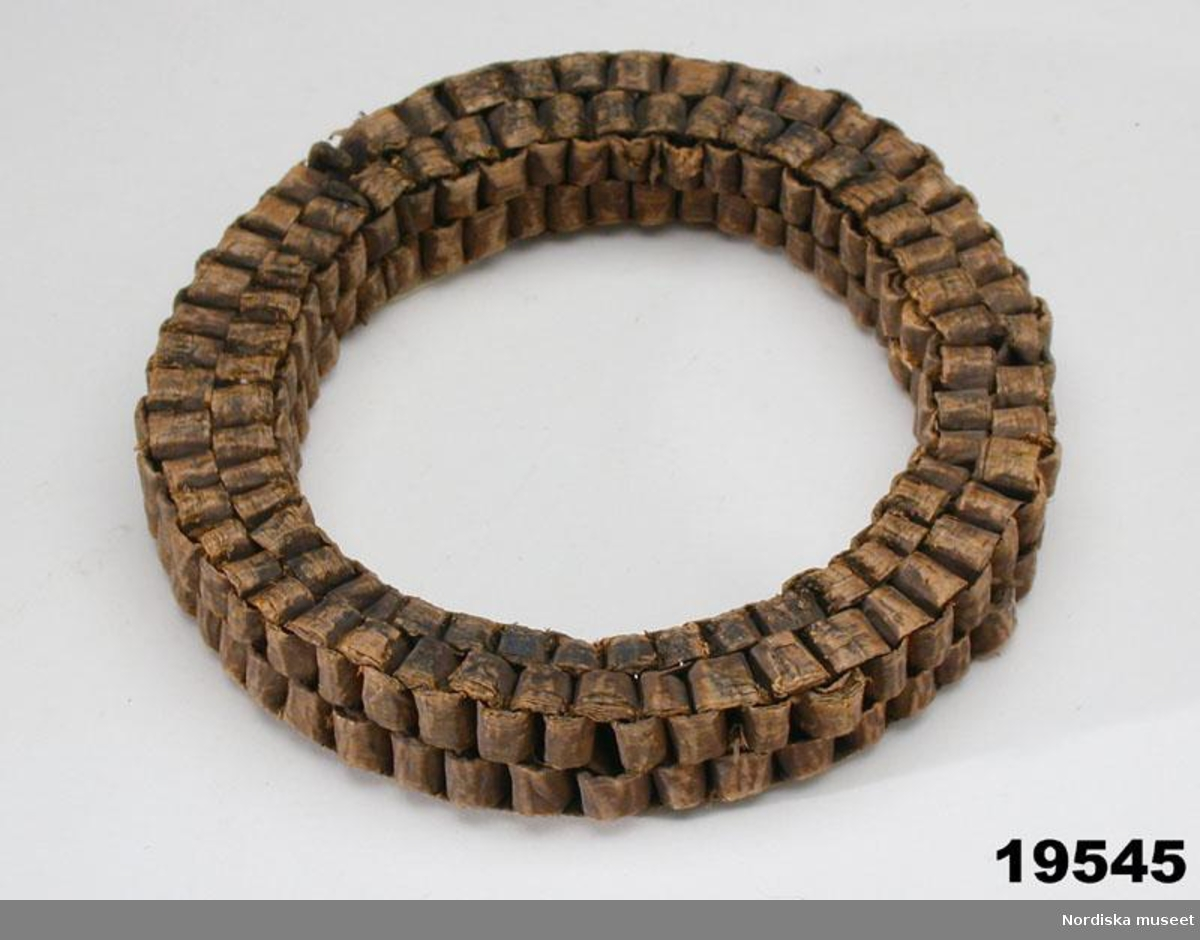
19세기 스웨덴 농가 양조업자들이 양조 과정 사이에 효모를 보존하기 위해 사용한 효모 링

인류가 가장 먼저 사용한 미생물은 아마도 효모일 것이다. 당분을 분해하여 알콜을 만드는 효모는 자연 상태에서도 과일과 같이 당분이 많은 곳에 침투하여 번식한다. 떨어진 지 오래된 나무 열매는 효모의 작용에 의해 알콜을 함유하고 있고 이를 먹는 영장류 역시 알콜에 대한 내성을 지니고 있어야 생존에 유리하다. 알콜은 체내에서 별다른 기능적 대체물이 없는 순수한 독성물질이지만, 탈수소화효소를 이용하여 아세트알데하이드로 변환되어 독특한 냄새와 함께 숙취를 일으킨다. 알콜을 분해하는 효소는 ADH4 유전자에 의해 형성되는데 인류유전학은 대략 1천3백만년쯤 돌연변이를 거쳐 형성되었다고 추정하고 있다. 이는 영장류의 공통조상이 오랑우탄과 나머지로 부류로 분기되던 시점이다. 그 때문에 오랑우탄은 알콜을 분해시키지 못하고 고릴라는 분해시킬 수 있다. 인류 역시 이때 생긴 돌연변이를 지금까지 이어받아 술을 마실 수 있다. 애든버러 대학교의 진화학자 조너선 실버타운은 《먹고 마시는 것들의 자연사》(Dinner With Darwin:Food, Drink, and Evolution)에서 농담 삼아 "오랑우탄은 맥주를 주어봐야 반기지 않을 것이고 고릴라는 맥주를 마시겠지만 함께 마시는 걸 권하지는 않는다"고 썼다.:235 - 239
인류는 적어도 1만3천년 이전부터 맥주를 만들어 마셨다. 곡물의 재배 시기와 거의 일치하는 기록으로 농업의 초기부터 곡물의 일부로 술을 빚었다는 사실을 알 수 있다. 그 이전의 선사 시기에도 물론 술을 비롯한 각종 향정신성 약물을 먹은 흔적이 있다.
술을 빚기 위해서는 효모를 사용해 당분을 발효시켜야 한다. 효모는 단일한 하나의 종이 아니라 여러 종의 미생물 집단으로 각자 발효에 관여하는 방법에 특징이 있다. 이 때문에 같은 쌀을 원료로 하는 청주라도 다른 향과 맛을 내게 된다. 효모는 사용된 기간이 오랜만큼 여러 차례에 걸쳐 용균화되었으며 생장 조건을 통제하는 방식으로 특성이 조절되었다.
오랫동안 민간에서 만들어진 치즈에는 수백 종 이상의 균류가 관여하며 각각의 균은 다양한 친연 야생종에서 발원하여 치즈통 속에 안착한 것이다. 그 가운데는 심지어 원래는 병원균이었다가 독성이 불활성화 된 것들도 있다.:223 이외에도 요구르트, 김치, 된장 등 모든 발효에 쓰이는 균류들 역시 오랜 세월에 걸쳐 순화된 것들로 온도와 습도 산소의 공급과 같은 조건을 맞추어 원하는 결과를 얻는다. 발효의 조건을 제대로 맞추지 못하면 발효균이 오히려 부패를 일으키는 원인이 될 수도 있다.
발효와 같은 가공용이 아니라 아예 균을 식용으로 먹는 경우도 있다. 버섯 가운데 일부는 식용으로 재배된다. 대한민국의 경우 버섯 재배량은 양송이버섯, 느타리버섯, 팽이버섯 순이다.

## 효과

### 생물의 변화
가축화 된 동물은 야생종에 비해 종종 보다 작은 몸체, 모피색의 변화, 작은 치아, 온순한 성격 등의 특징을 지니게 된다. 고대부터 지금까지 품종 개량이 이런 특징을 유도하도록 진행되었기 때문이다. 품종 개량을 통해 인간은 보다 순종적이고 영리한 개, 보다 빠르게 달리는 말, 보다 많은 털이 자라는 양, 보다 많은 우유를 내는 젖소를 얻었다. 그 과정에서 개는 자연에서는 보기 어려운 털 색과 처진 귀를 가지게 되었고, 말 역시 보다 순한 성질을 지니게 되었으며, 양의 치아는 작아졌다. 이러한 품종 개량은 특정한 세균 감염이나 기생충에 취약해 지는 것과 같은 예기치 못한 부작용도 불러왔다. 자연 선택이 생태계의 다양한 생물들 사이에 일어나는 복합적인 과정인데 반해 인간에 의한 인위적인 선택은 그와 달리 몇 가지 특성만을 기준으로 삼기 때문이다.
식물 역시 이렇게 특정 품종만이 작물화되었을 경우 한꺼번에 질병으로 멸종할 수 있다. 아일랜드 대기근의 원인이 되었던 감자역병균의 창궐은 단일한 품종의 감자만을 재배하여 한 종류의 질병에 대항할 다양성을 잃어버렸기 때문에 일어났다.

### 인류의 변화
재러드 다이아몬드는 《총, 균, 쇠》에서 농업의 시작으로 인류는 이전의 수렵 채집 사회가 갖던 모든 특징이 영원히 막을 내리고:86 새로운 토지에 정착하여 많은 인구가 밀집하여 살아가는 새로운 문화를 만들었다고 말했다.:112
이러한 생활 양식의 변화는 정착한 농민뿐만 아니라 유목민에서도 마찬가지로 일어났다. 작물을 재배하고 가축을 기르면서 그전까지는 생태계 누구나 함께 쓸 수 밖에 없었던 자원이 이제는 농민이나 목동이 독점적으로 사용하는 것으로 바뀐 것이다. 즉, "모두의 것"이었던 자연이 "내 것"인 재산으로 바뀌었다. 사유 재산의 형성과 축적은 이후 인류 역사에 큰 영향을 주었다.
인류는 생물의 순화를 통해 사회 구조뿐만 아니라 스스로의 유전체 역시 변화를 겪었다. 우유를 소화할 수 있는 인구 집단이 생겼고, 곡물에 의핸 영양 의존도가 높아지면서 탄수화물을 보다 효율적으로 소화할 수 있도록 적응하였다. 인간은 침팬지에 비해 침을 통해 탄수화물을 소화시킬 수 있도록 하는 유전자인 AMY1을 두 배 더 갖고 있다. 이러한 유전자 중복은 농사를 생계로 하는 사람들의 생존을 도왔다.

### 다양성의 변화

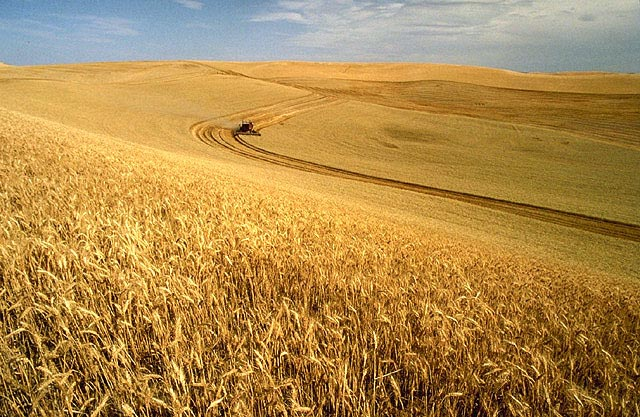
북아메리카의 밀농장

2016년 연구에 따르면 인간은 작물 재배 면적을 급격히 늘리면서 전 세계적인 유전자 다양성에 큰 위험으로 작용하고 있다. 재배 면적의 증가뿐만 아니라 재배하지 않는 산림에서도 인간의 개입은 환경 자체를 "길들여진 생태계"로 바꾸고 있는 중이다. 이러한 변화는 생물 다양성의 감소로 이어지고 있어 현대 사회의 문제로 부각되고 있다.

## 재야생화
순화된 생물의 일부는 다시 인간의 통제에서 벗어나 야생화 되기도 한다. 머스탱은 유럽에서 아메리카로 데려간 말이 다시 야생화 한 것이고, 집비둘기 역시 도시에서 인간의 통제를 벗어나 생활한다.

## 같이 보기
- 가축
- 작물
- 애완 동물
- 원예
- 유생연장

## 참고 문헌
- Halcrow, S.E.; Harris, N.J.; Tayles, N.; Ikehara-Quebral, R.; Pietrusewsky, M. (2013). “From the mouths of babes: Dental caries in infants and children and the intensification of agriculture in mainland Southeast Asia”. 《Am. J. Phys. Anthropol.》 150 (3): 409–20. doi:10.1002/ajpa.22215. PMID 23359102.
- Brian Hare and Vanessa Woods, "Survival of the Friendliest: Natural selection for hypersocial traits enabled Earth's apex species to best Neandertals and other competitors", Scientific American, vol. 323, no. 2 (August 2020), pp. 58–63.
- Hayden, B. (2003). “Were luxury foods the first domesticates? Ethnoarchaeological perspectives from Southeast Asia”. 《World Archaeology》 34 (3): 458–69. doi:10.1080/0043824021000026459a. S2CID 162526285.
- Marciniak, Arkadiusz (2005). 《Placing Animals in the Neolithic: Social Zooarchaeology of Prehistoric Farming Communities》. London: UCL Press. ISBN 978-1-84472-092-7.